# 一柳末礼
一柳 末礼（ひとつやなぎ すえひろ）は、江戸時代前期から中期にかけての大名。播磨国小野藩3代藩主。

## 生涯
慶安2年（1649年）、先代藩主一柳直次の長男として生まれる。母は先々代一柳直家の娘。
万治元年（1658年）12月に父が死去したため、翌万治2年（1659年）2月7日に11歳で跡を継いだ。同月13日、徳川家綱に初謁。寛文元年（1661年）、従五位下対馬守に叙任。寛文4年（1664年）、領知朱印状の発給を受ける。寛文9年（1669年）、初の国入りを果たす。天和元年（1681年）、土佐守に遷る。
貞享4年（1687年）、松平伊行を預けられる。元禄5年（1692年）に大番頭、元禄15年（1702年）に留守居役、元禄16年（1703年）に御側衆となった。
宝永6年（1709年）、徳川家綱の死とともに致仕、柳間伺候となり、小野一柳家の例となる。正徳2年（1712年）2月13日、64歳で死去する。

## 備考
- 1590年に山中城の戦いで討ち死にした一柳直末の供養に取り組んだ。延宝8年（1680年）には直末の正室であった、黒田孝高の妹の供養塔を、京都の金戒光明寺に建立している[5]。元禄11年（1698年）には、笹原新田の一柳庵にあった一柳直末の墓を、山中新田（山中城跡）の宗閑寺に移した[6]。
- 元禄年間成立と考えられる『土芥寇讎記』には「一柳末朝」の名で掲載されているが、「行跡、言語に絶えたり」と酷評されている。「文武を心掛け神道も学んでいるが、生まれつきの利発さに慢心して行状がよくない」ことに加え、「好色で美女を多数抱えるとともに男色にも耽り、寵愛の若衆を侍に取り立てている」、「同腹の弟である猪右衛門[注釈 2]が藩政への参加を望んでも用いず蟄居させた」などと批判されている[7]。

## 系譜
末礼には4人の子がいたが全て娘だったため、次弟の直昌を養嗣子として迎えていた。しかしその直昌が自身に先立って早世したため、その直昌の長男である末昆を養嗣子として迎えて跡を継がせることにした。